# Stalin-Gedenktafel (Wien)

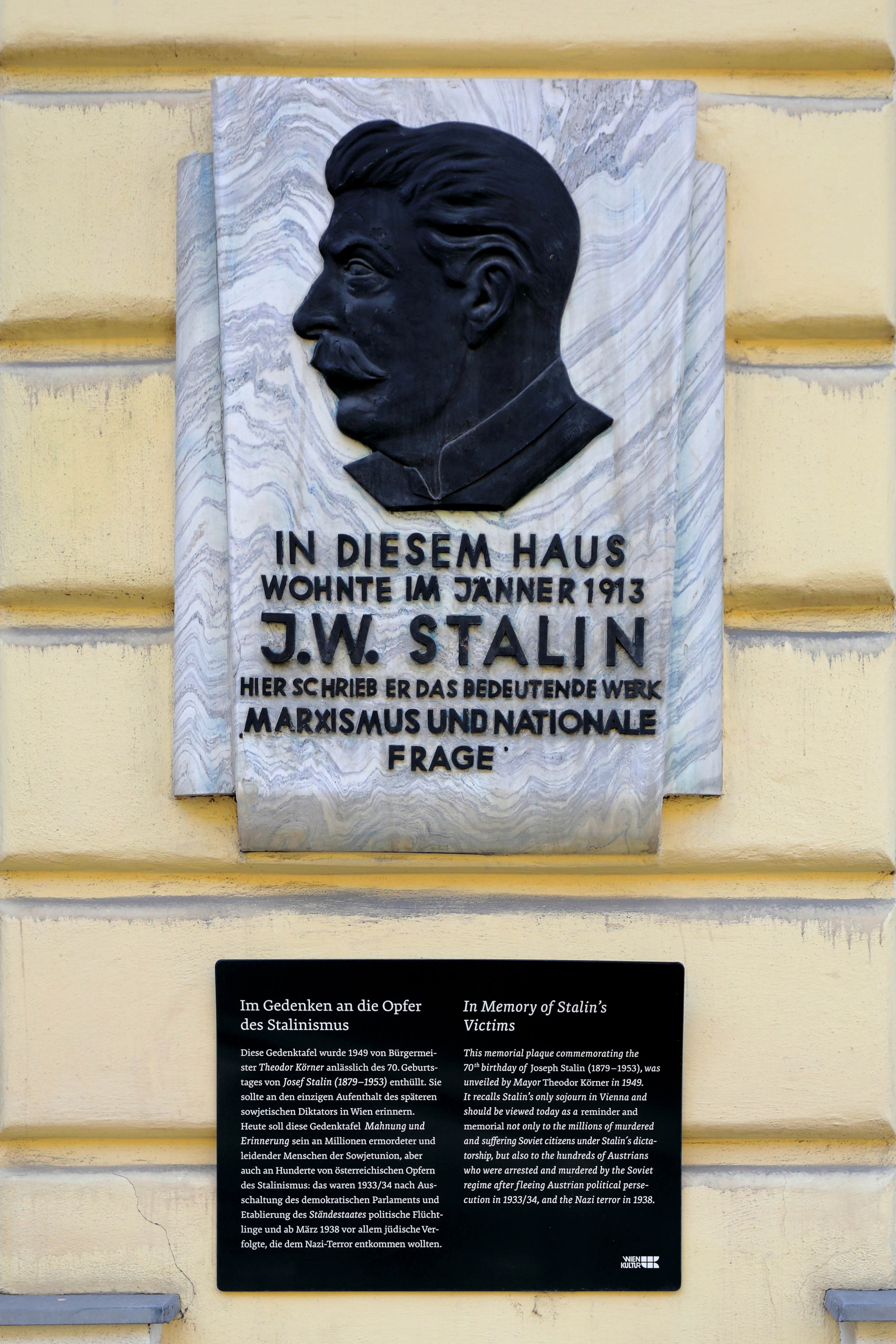
Gedenktafel für Josef Stalin

Die Gedenktafel für Josef Stalin im 12. Wiener Gemeindebezirk Meidling wurde am 21. Dezember 1949 anlässlich des 70. Geburtstags des sowjetischen Politikers und Diktators Josef Stalin enthüllt.

## Standort
Die Gedenktafel wurde an der Außenfassade jenes Hauses in der Schönbrunner Schloßstraße 30, wo sich heute die Pension „Schönbrunn“ befindet, angebracht. Zwischen Jänner und Februar 1913 besuchte Stalin auf Wunsch von Lenin Wien, um den Umgang mit den verschiedensten Völkern im Vielvölkerstaat der Donaumonarchie zu untersuchen. Das Ergebnis seiner Forschungen war der Artikel „Marxismus und die nationale Frage“. Stalin wohnte damals in diesem Haus bei dem russischen Emigrantenehepaar Alexander Trojanowski und dessen Frau Jelena Rosmirowitsch.

## Gedenktafel
Die Gedenktafel für Josef Stalin besteht aus einer Marmortafel mit einem Bronzerelief, welches das Porträt Stalins zeigt und dazu den Text:

„In diesem Haus wohnte im Jänner 1913 J.W. Stalin. Hier schrieb er das bedeutende Werk „Marxismus und nationale Frage““

Die Tafel wurde von der Kommunistischen Partei gewidmet und anlässlich des 70. Geburtstages von Josef Stalin feierlich enthüllt. Nach der Festrede des kommunistischen Gemeinderats Josef Lauscher (1912–1975) nahm Bürgermeister Theodor Körner die Tafel in die Obhut der Stadt Wien. Er betonte in seiner Ansprache, dass er an den Friedenswillen Stalins glaube, und übermittelte seine Glückwünsche. Auf der Inobhutnahme basiert die Verpflichtung der Magistratsabteilung 7 (Kultur) zur Bewahrung und Pflege dieser Gedenktafel.
Im Jahr 2012 wurde eine Zusatztafel montiert, die auf die Millionen Opfer des kommunistischen Diktators verweist.

## Kuriosum und Politikum
Diese Erinnerung an den sowjetischen Diktator war eine der wenigen Stalin-Gedenkstätten westlich des Eisernen Vorhangs und ist seit der Entstalinisierung nach Stalins Tod und spätestens seit dem Zusammenbruch des Sozialismus eine der letzten Gedenkstätten für ihn in Europa.
Während des Volksaufstandes in Ungarn 1956 wurde sie aus Protest mit Farbe beworfen, von der Wiener Stadtverwaltung aber wieder instand gesetzt. Selbst die Bitte Nikita Chruschtschows, diese Gedenktafel zu entfernen, blieb unerfüllt. Der nächste sowjetische Politiker, der sich in dieser Angelegenheit an die Stadt Wien wandte, war 1991 der damalige Außenminister Eduard Schewardnadse in einem Brief an Leopold Gratz.
Im Jahr 2008 stellte die FPÖ in der Meidlinger Bezirksvertretung einen Antrag, in dem die Magistratsdienststellen aufgefordert wurden, Maßnahmen für einen zeitgemäßen Umgang mit der Gedenktafel zu erarbeiten.
Erhalten wird die Gedenktafel für Josef Stalin von der Gemeinde Wien. Eine Entfernung dieser Gedenkstätte wird unter Berufung auf den Österreichischen Staatsvertrag, der die Republik zur Erhaltung und Pflege der sowjetischen Denkmäler verpflichtet (Artikel 19), abgelehnt. Laut Bundesministerium für europäische und internationale Angelegenheiten sowie den Verfassungsexperten Theo Öhlinger und Bernd-Christian Funk fällt die Gedenktafel nicht unter die durch den Staatsvertrag normierten Obliegenheiten.